# Права ЛГБТ на Маршалловых Островах
Лесбиянки, геи, бисексуалы и трансгендеры (ЛГБТ) на Маршалловых островах сталкиваются с юридическими проблемами, которые не испытывают остальные жители этой страны.
Гомосексуальность законна на Маршалловых островах с 2005 года. Несмотря на это, домохозяйства, возглавляемые однополыми парами, не имеют права на одинаковую юридическую защиту, доступную для разнополых супружеских пар, поскольку однополые браки и гражданские союзы не допускаются. В стране нет законов, защищающих представителей ЛГБТ от дискриминации.
Фонд Human Truth Foundation поместил Маршалловы Острова на 88 место в рейтинге по правам ЛГБТ.
В 2011 году Маршалловы Острова подписали Декларацию ООН о сексуальной ориентации и гендерной принадлежности, осуждающую насилие и дискриминацию в отношении представителей ЛГБТ.

## Закон об однополых сексуальных отношениях
Однополые сексуальные отношения стали законны с 2005 года. Возраст согласия составляет 16 лет, независимо от пола и сексуальной ориентации.

## Признание однополых отношений
Маршалловы Острова не признают однополые браки или гражданские союзы.

## Защита от дискриминации
На Маршалловых Островах нет правовой защиты от дискриминации по признаку сексуальной ориентации или гендерной идентичности.
Несмотря на отсутствие антидискриминационных законов, не было зарегистрировано случаев социальной дискриминации в отношении ЛГБТ.
В 2016 году Маршалловы Острова получили рекомендации от Германии и Израиля о запрещении дискриминации по признаку сексуальной ориентации и гендерной идентичности.

## Условия жизни
Маршалловы Острова имеют очень ограниченную гей-сцену. По состоянию на 2019 год в стране нет известных ЛГБТ-организаций. Дебаты и дискуссии, касающиеся прав ЛГБТ, как правило, находятся «вне поля зрения».
Самая большая религиозная община на Маршалловых островах, Объединенная церковь Христа разрешает однополые браки и придерживается либеральных взглядов на права ЛГБТ.
Уровень заражения ВИЧ / СПИДа очень низкий. Министерство здравоохранения включило вопросы ВИЧ / СПИДа в свои местные программы санитарного просвещения, а государственные клиники предлагают бесплатное тестирование.
Маршалловы Острова являются домом для культурного сообщества «третьего пола», известного на Маршаллезе как kakōļ. Термин относится к мужчинам, которые «принимают на себя женские роли». В отличие от многих своих коллег по гендерному признаку в Океании, таких как фаафафине из Самоа или fakaleiti из Тонга, kakōļ, как правило, не переодеваются и не идентифицируют себя с женщинами. Вместо этого большинство kakōļ предпочитают раскрывать свою индивидуальность, надевая один предмет женской одежды. Считается, что они объединяют сильные стороны обоих полов и, таким образом, играют важную роль в уравновешивании мира мужчин и женщин. kakōļ, как правило, имеют романтические отношения с гетеросексуальными мужчинами. Термин jera относится к близким отношениям между людьми одного пола, хотя не обязательно романтическими или сексуальными. Эти отношения, также известные как «мужская связь», по-видимому, ценятся маршалльцами.

## Статистика
Опрос молодежи 2006 года показал, что 4,3 % юношей на Маршалловых островах хотя бы раз занимались сексом с партнером-мужчиной.
По оценкам ЮНЭЙДС на 2017 год, в стране насчитывалось около 150 мужчин, имеющих половые контакты с мужчинами (МСМ), и около 100 транссексуалов.

## Сводная таблица
| Тип | Статус            |
| --- | ----------------- |
| Однополые отношения                                                                                          | (C 2005)          |
| Равный возраст согласия                                                                                      | No                |
| Антидискриминационные законы только в сфере занятости                                                        | No                |
| Антидискриминационные законы по предоставлению товаров и услуг                                               | No                |
| Антидискриминационные законы во всех других областях (включая косвенную дискриминацию, разжигание ненависти) | No                |
| Однополые браки                                                                                              | No                |
| Признание однополых пар                                                                                      | No                |
| Усыновление ребенка однополыми парами                                                                        | No                |
| Разрешение для геев и лесбиянок открыто служить в армии                                                      | Армия отсутствует |
| Доступ к ЭКО для лесбиянок                                                                                   | No                |
| Суррогатное материнство для гей-пар                                                                          | No                |
| Разрешение быть донорами крови для МСМ                                                                       | No                |